# Vụ giết người của Channon Christian và Christopher Newsom
Channon Gail Christian, 21 tuổi và Hugh Christopher Newsom, Jr., 23 tuổi, đến từ Knoxville, Tennessee. Đôi uyên ương đã bị bắt cóc vào tối ngày 6 tháng 1 năm 2007, khi chiếc xe của Christian bị đánh cắp, và được đưa đến một ngôi nhà cho thuê, nơi cả hai bị cưỡng hiếp, tra tấn và giết hại. Bốn nam và một nữ đã được bắt, được buộc tội và được  kết án trong vụ án. Các bồi thẩm đoàn đã truy tố bốn người trong số các nghi phạm trên tội danh giết người, cướp tài sản, bắt cóc, cưỡng hiếp và trộm cắp, trong khi Eric Boyd đã bị truy tố vào năm 2018 về tội liên bang của vụ cướp xe, nhưng cũng bị truy tố vì tội trộm cắp, hãm hiếp và tàn sát.
Bốn trong số năm bị cáo (Eric D. Boyd, Letalvis D. Cobbins, Lemaricus Davidson và George Thomas) đã có nhiều tiền án về tội nghiêm trọng trước đó. Sau một phiên tòa xét xử, Davidson đã bị kết án tử hình bằng cách tiêm thuốc độc. Cobbins và Thomas đã bị kết án tù chung thân. Vanessa Coleman bị kết án chung thân với khả năng tạm tha vì đã tạo điều kiện cho các tội ác. Eric Dewayne Boyd đã bị kết án ở cấp liên bang và bị kết án 18 năm tù vì liên bang vì là phụ kiện sau khi thực hiện hành vi trộm cắp, sau đó bị truy tố vào năm 2018 về tội danh cấp nhà nước trong cùng vụ án hơn một thập kỷ sau đó.

## Nạn nhân
Barkon Christian (29 tháng 4 năm 1985 tại Nacogdoches, Texas - ngày 7 tháng 1 năm 2007 tại Knoxville, Tennessee) chuyển từ Louisiana đến Tennessee cùng gia đình vào năm 1997. Cô tốt nghiệp trường trung học Farragut (2003), và chuyên ngành xã hội học tại Đại học Tennessee ở Knoxville. Christian được 21 tuổi khi bị sát hại.
Hugh Christopher Newsom (sinh ngày 21 tháng 9 năm 1983 Knoxville - ngày 7 tháng 1 năm 2007 tại Knoxville) là cựu cầu thủ bóng chày của Quỷ đỏ trường trung học Halls, tốt nghiệp năm 2002. Newsom được 23 tuổi khi anh bị sát hại.

## Tội ác
Christian và Newsom đã rời khỏi một căn hộ cùng nhau vào tối ngày 6 tháng 1 năm 2007 để đi dự tiệc của một người bạn, khi họ bị bắt cóc cùng với chiếc xe của cô từ bãi đậu xe của khu chung cư. Lo lắng vì không nghe được từ con gái, cha mẹ của Christian đã tìm kiếm sự giúp đỡ từ nhà cung cấp điện thoại di động của cô. Họ tìm thấy chiếc Toyota 4Runner bị bỏ rơi của cô vào thứ Hai, ngày 8 tháng 1. Cảnh sát đã phục hồi một phong bì từ chiếc xe mang lại bằng chứng dấu vân tay dẫn họ đến LeMaricus Davidson ở 2316 Chipman Street, một địa chỉ cách xe của Christian hai dãy nhà. Khi cảnh sát đến địa chỉ vào thứ ba, ngày 9 tháng 1, họ thấy ngôi nhà không có người và xác Christian nằm trong thùng rác trong bếp.
Thi thể của Newsom được phát hiện gần một bộ đường ray gần đó. Anh ta đã bị trói, bịt mắt, bịt miệng và cởi trần từ thắt lưng trở xuống. Anh ta đã bị bắn vào phía sau đầu, cổ và lưng, và cơ thể anh ta đã bị đốt cháy. Theo lời khai của Giám khảo y tế diễn xuất quận Knox tại phiên tòa xét xử Eric Boyd, Newsom đã bị sàm sỡ với một đối tượng và bị đàn ông người hiếp râm. Cảnh sát tin rằng những hành động này đã diễn ra tại ngôi nhà và cơ thể anh ta sau đó được bọc lại và bỏ rơi.
Xác chết chiên gia nói rằng Christian đã chết sau nhiều giờ bị tra tấn, bị chấn thương sọ não và bị thương ở âm đạo, hậu môn và miệng do bị tấn công tình dục nhiều lần. Trước khi giết cô, tội phạm đã nỗ lực loại bỏ bằng chứng DNA, những kẻ tấn công của cô đã đổ chất tẩy xuống cổ họng và chà xát cơ thể cô với nó. Cô bị trói bằng rèm cửa và dải giường, với khuôn mặt phủ đầy túi rác và cơ thể cô bị nhét trong năm túi rác lớn. Những thứ này được đặt bên trong một đơn vị xử lý chất thải dân cư và được phủ bằng các tấm và rác từ Wendy. Giám định y tế cho biết có bằng chứng cho thấy Christian dần chết ngạt.

## Thủ phạm
- George Geovonni "Detroit" Thomas (sinh ngày 23 tháng 1 năm 1983), người phải đối mặt với tổng cộng 46 cáo buộc. Thomas đã bị truy tố về 16 tội giết người trọng tội liên quan đến hãm hiếp, cướp, bắt cóc và trộm cắp Christian và Newsom, 2 tội giết người đã được chuẩn bị trước, 2 tội cướp tài sản đặc biệt nghiêm trọng, 4 tội bắt cóc nghiêm trọng, 20 tội hiếp dâm đặc biệt nghiêm trọng. và 2 tội trộm cắp.[9]
- Letalvis Darnell "Rome" Cobbins (sinh ngày 20 tháng 12 năm 1982) phải đối mặt với 46 cáo buộc giống như Thomas. Anh ta cũng bị buộc tội tấn công một sĩ quan cải huấn trong khi bị tống giam chờ xét xử. Năm 2003, Cobbins đã bị kết án về tội cướp tài sản cấp ba ở New York. Anh và Davidson là anh em cùng cha khác mẹ.
- Lemaricus Devall "Slim" Davidson (sinh ngày 13 tháng 6 năm 1981), người phải đối mặt với 46 cáo buộc như Thomas. Trước đây Davidson vừa mới, vào ngày 5 tháng 8 năm 2006, đã hoàn thành bản án năm năm tại Tennessee về một tội nghiêm trọng trước đây về tội trộm cắp và cướp bóc trầm trọng hơn.
- Vanessa L. Coleman (sinh ngày 29 tháng 6 năm 1988) đã bị Sở Cảnh sát Lebanon tại Lebanon, Kentucky bắt giữ. Cô phải đối mặt với 40 cáo buộc của bang Tennessee. Coleman bị truy tố về 12 tội giết người trọng tội liên quan đến hãm hiếp, cướp, bắt cóc và trộm cắp Christian và Newsom, 1 tội giết người đã được chuẩn bị trước (chỉ của Christian), 1 tội cướp tài sản đặc biệt nghiêm trọng (chỉ ở Newsom), 4 tội trong số các vụ bắt cóc đặc biệt nghiêm trọng, 20 tội hiếp dâm nghiêm trọng và 2 tội trộm cắp.

Ngoài ra, một nghi phạm ban đầu đã bị xét xử riêng biệt bởi một bồi thẩm đoàn liên bang ở Quận Đông Tennessee (nhưng sau đó sẽ bị xét xử ở Tennessee hơn một thập kỷ sau):
- Eric DeWayne "E" Boyd đã bị bắt vì liên quan đến vụ đâm chết người; ông đã không bị buộc tội bởi bồi thẩm đoàn quận Knox vào năm 2007, nhưng sẽ bị một bồi thẩm đoàn riêng vào năm 2018 truy tố. Boyd phải đối mặt với cáo buộc liên bang như một phụ kiện sau khi thực tế giúp các nghi phạm trốn tránh cảnh sát. Sau đó, Boyd bị Thomas và Cobbins buộc tội hãm hiếp và giết chết Newsom; và, một lệnh khám xét đã thu được cho DNA của anh ta.  Những lời buộc tội của Thomas và Cobbins đã không dẫn đến các cáo buộc của tiểu bang đối với Boyd.

## Di sản
- Vào năm 2008, một giải đấu Golf và Quỹ tưởng niệm đã được thành lập trong trí nhớ của Barkon Christian để cấp học bổng cho một học sinh trung học Farragut theo học tại Đại học Tennessee.[5]
- Một giải đấu bóng chày nhỏ trong danh dự của Newsom đã được tổ chức tại Công viên Cộng đồng Halls vào năm 2008 và 2009. Một học bổng tưởng niệm được trao hàng năm dưới tên của anh ấy cho một cầu thủ bóng chày tốt nghiệp trường trung học Halls.
- Cha của Gary, Gary Christian, phát biểu tại các nhà thờ tuyên bố làm thế nào, vào mùa xuân năm 2017, ông đã xin Chúa phục hồi ông khỏi cơn giận dữ lan tràn. Anh ta trình bày lời chứng thuyết phục về cách anh ta vượt qua cơn giận mà hầu hết người dân Tennesseans thấy được phát ra trong các bài báo trong suốt thời gian của các phiên tòa và kháng cáo.[10]